# George Moscone
George Richard Moscone (San Francisco, 24 de noviembre de 1929 - San Francisco, 27 de noviembre de 1978) fue un político estadounidense, alcalde de la ciudad de San Francisco hasta su asesinato junto con el concejal Harvey Milk, a manos del también concejal Dan White.

## Muerte
El 10 de noviembre de 1978, diez meses después de tomar posesión del cargo, el concejal Dan White dimitió de su puesto en el gobierno de San Francisco, afirmando que su salario anual de 9.600 dólares no era suficiente para mantener a su familia. A los pocos días, White solicitó de nuevo su puesto y el alcalde George Moscone inicialmente aceptó. Sin embargo, tras estudiarlo con detenimiento —y con la intervención de otros concejales— se convenció de que había que nombrar a alguien más en la línea de la diversidad étnica del distrito de White y las tendencias liberales de la Junta de Supervisores. El 18 de noviembre estalló la noticia del asesinato del representante de California, Leo Ryan, que se encontraba en Jonestown (Guyana) para inspeccionar una remota comunidad construida por los miembros del Templo del Pueblo, quienes se habían trasladado allí desde San Francisco. Al día siguiente llegó la noticia del suicidio colectivo de los miembros del Templo del Pueblo. El horror fue en aumento cuando se supo que más de cuatrocientos residentes de Jonestown estaban muertos. Dan White comentó a dos ayudantes que estaban trabajando para su reincorporación: «¿Lo han visto? Un día estoy en primera plana y al siguiente he desaparecido». Poco después el número de muertos en Guyana alcanzó los 900.

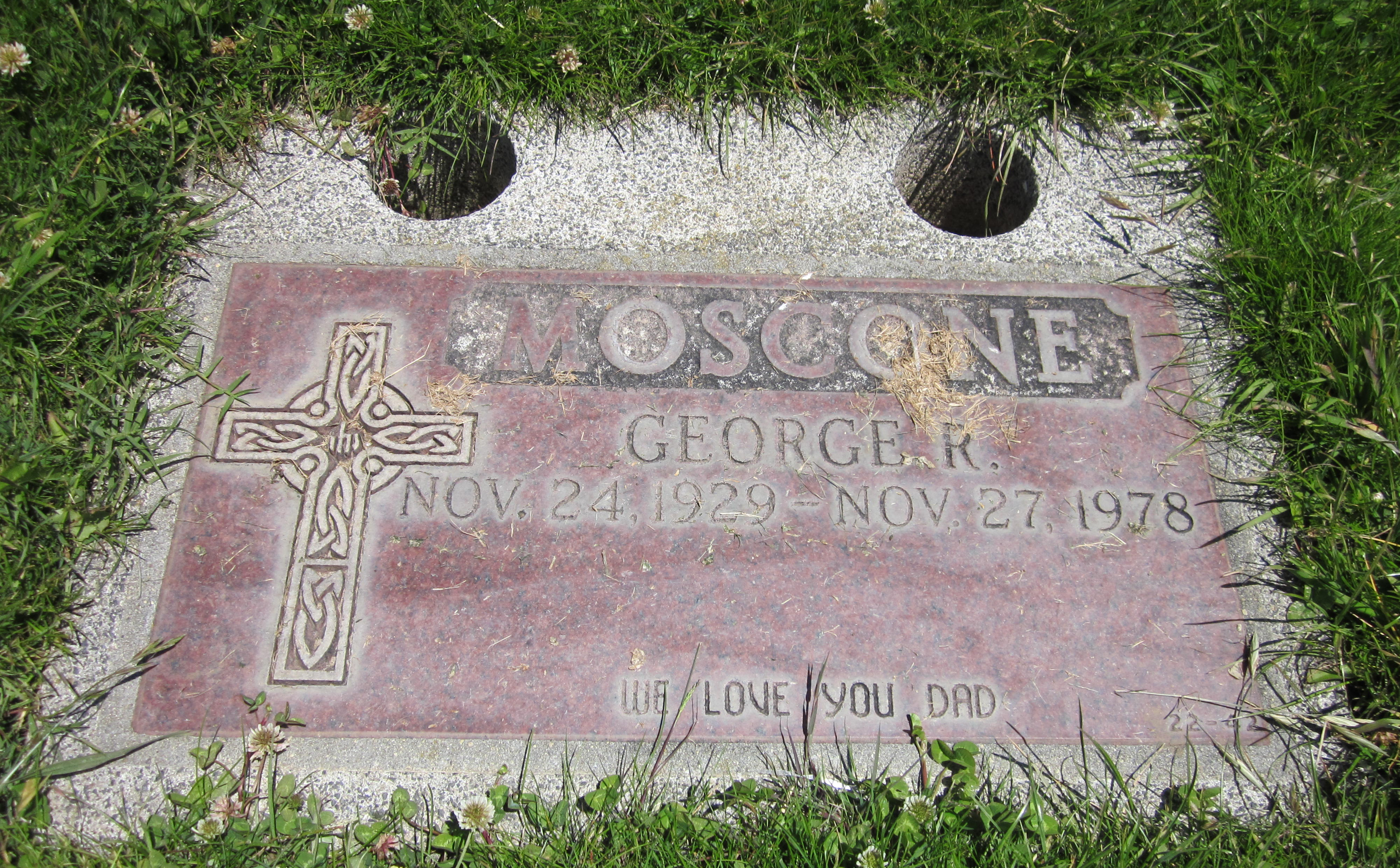
Tumba del alcalde Moscone.

Moscone había planeado anunciar el sustituto de White unos días después, el 27 de noviembre de 1978. Media hora antes de la conferencia de prensa, Dan White entró en el ayuntamiento por una ventana a nivel de la calle para evitar el detector de metales, y se dirigió a la oficina del alcalde Moscone. Testigos oyeron gritos entre White y Moscone y luego disparos. White disparó al alcalde una vez en el brazo y luego tres veces en la cabeza, después de que Moscone hubiera caído al suelo. White rápidamente caminó hasta su antigua oficina, recargando su revólver de fabricación exclusiva para policías por el camino; interceptó a Harvey Milk y le pidió que entrase un momento. Dianne Feinstein oyó los disparos y llamó a la policía. Encontró a Milk tirado boca abajo en el suelo, con cinco disparos, incluyendo dos en la cabeza a corta distancia. Feinstein temblaba con tal violencia que necesitó apoyarse en el jefe de la policía tras identificar a ambos cadáveres. Y fue ella quien lo anunció a la prensa: «Hoy San Francisco ha sufrido una doble tragedia de inmensas proporciones [...] Es mi deber informarles que han disparado al alcalde Moscone y al concejal Milk, y han sido asesinados», y añadió tras ser interrumpida por gritos de incredulidad, «y el sospechoso es el concejal Dan White». Milk tenía 48 años, Moscone 49.
En menos de una hora, White llamó a su esposa desde un restaurante cercano; se reunieron en una iglesia y ella lo acompañó a entregarse a la policía. Muchos de los residentes dejaron flores en las escaleras del ayuntamiento. Esa noche, una multitud se reunió de forma espontánea en la calle Castro y se desplazó hacia el ayuntamiento en una procesión de velas. Su número se estimó entre las 25.000 y 40.000 personas, ocupando el ancho de la calle Market y una longitud de 24 kilómetros desde la calle Castro. Al día siguiente, los cuerpos de Moscone y Milk fueron llevados a la explanada del ayuntamiento, donde se les dio el último adiós. Seis mil personas asistieron a la misa ofrecida para el alcalde Moscone en la Catedral de St. Mary.